# Palatium (Köln)
Palatium ist der Name eines Geschäftshauses in der Kölner Altstadt-Nord, das an der Schildergasse in der Nähe der Hohe Straße liegt.

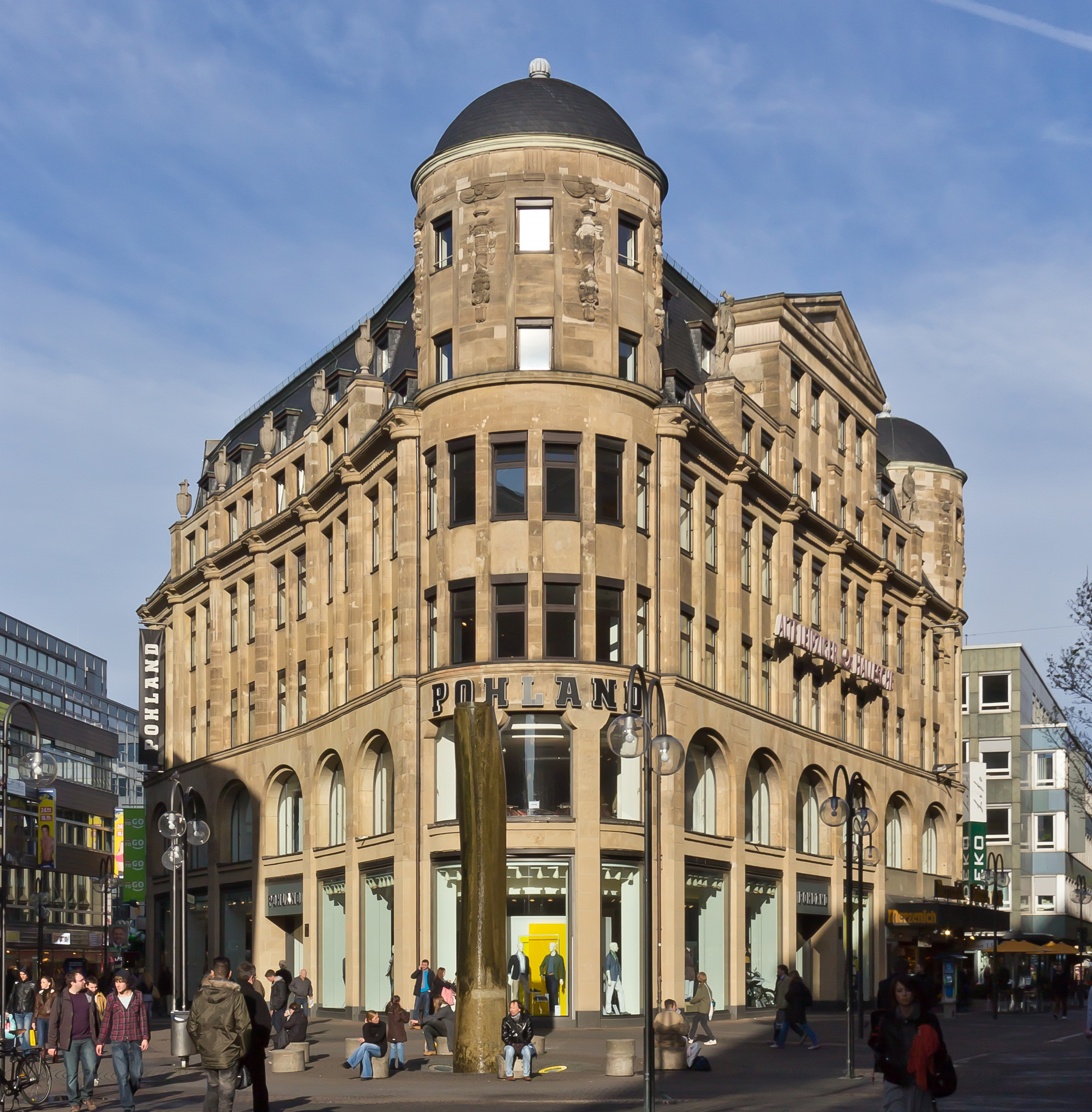
Palatium mit Bierbrunnen

## Mittelalterliche Vorgängerbauten
Es gab im Mittelalter zwei Häuser auf der Schildergasse, die den Namen „palatium“ (Lateinisch für „Palast“) trugen. Es handelte sich einerseits um ein palastartiges mittelalterliches Anwesen, das am Beginn der Schildergasse 4/Ecke Neumarkt lag. Das Haus hieß „ad palatium“ oder „zum Sale“ und gehörte seit 1274 Johann von Thurre (van dem Thorne), 1345 ging es in den Besitz seines Sohnes, des Schilderers Heinrich von Thurre (oder von Thorr; „mit der Krücke“); er starb bereits nach 1346. Am 10. September 1491 übertrug Heinrich vom Sande zwei Drittel des Hauses „tzom Sale“ an Meister Lambert von Luytge.
Der Kölner Patrizier Nicasius Hackeney (oder Hackenay) erwarb am 7. März 1507 den Hof „Heydenrich“ von Bürgermeister Bürgermeister Johann von Berchem,  im Dezember 1508 das Nachbargrundstück „Schor(e)nstein“ und vereinigte beide zu einem einheitlichen Grundstücksareal (heute: Neumarkt 8–10). Im Auftrage Kaiser Maximilians I.  ließ er hier ein turmgeziertes Anwesen mit Erker, prachtvollen Sälen und Hauskapelle errichten, das später „Hackeney’scher Hof“, „Nicasiushof“, „kayserlicher Hof“, „Caesaris palatium“ („Cäsarpalast“) oder auch – in Anlehnung an die Funktion als kaiserliche Unterkunft – Palatium genannt wurde. Bauherr Nicasius Hackeney hat die langwierige Fertigstellungsphase selbst nicht mehr erlebt, denn er starb 1518. Vielmehr dürfte die Einweihung des umfangreichen Anwesens erst Anfang 1520 zu vermuten sein., obgleich auch eine Fertigstellung bereits um 1510 denkbar ist, wofür Kölner Stadtrechnungen sprechen.  Das palastartige Anwesen erfüllte seine ursprüngliche Funktion, denn hierin übernachtete Kaiser Karl V. am 29. Oktober 1520 und 5. Januar 1531. Der Hackeneysche Rittersitz, der alle Kölner Edelsitze übertraf, war einer kleinen Hofhaltung zu vergleichen, wo Gelehrte, Baukünstler, Bildhauer, Maler und sonstige Kunstschaffende aus- und eingingen, gesucht und beschäftigt wurden. Dieses zweite „Palatium“ war der Vorgängerbau des heutigen Richmodis-Hauses.

## Heutiges Palatium

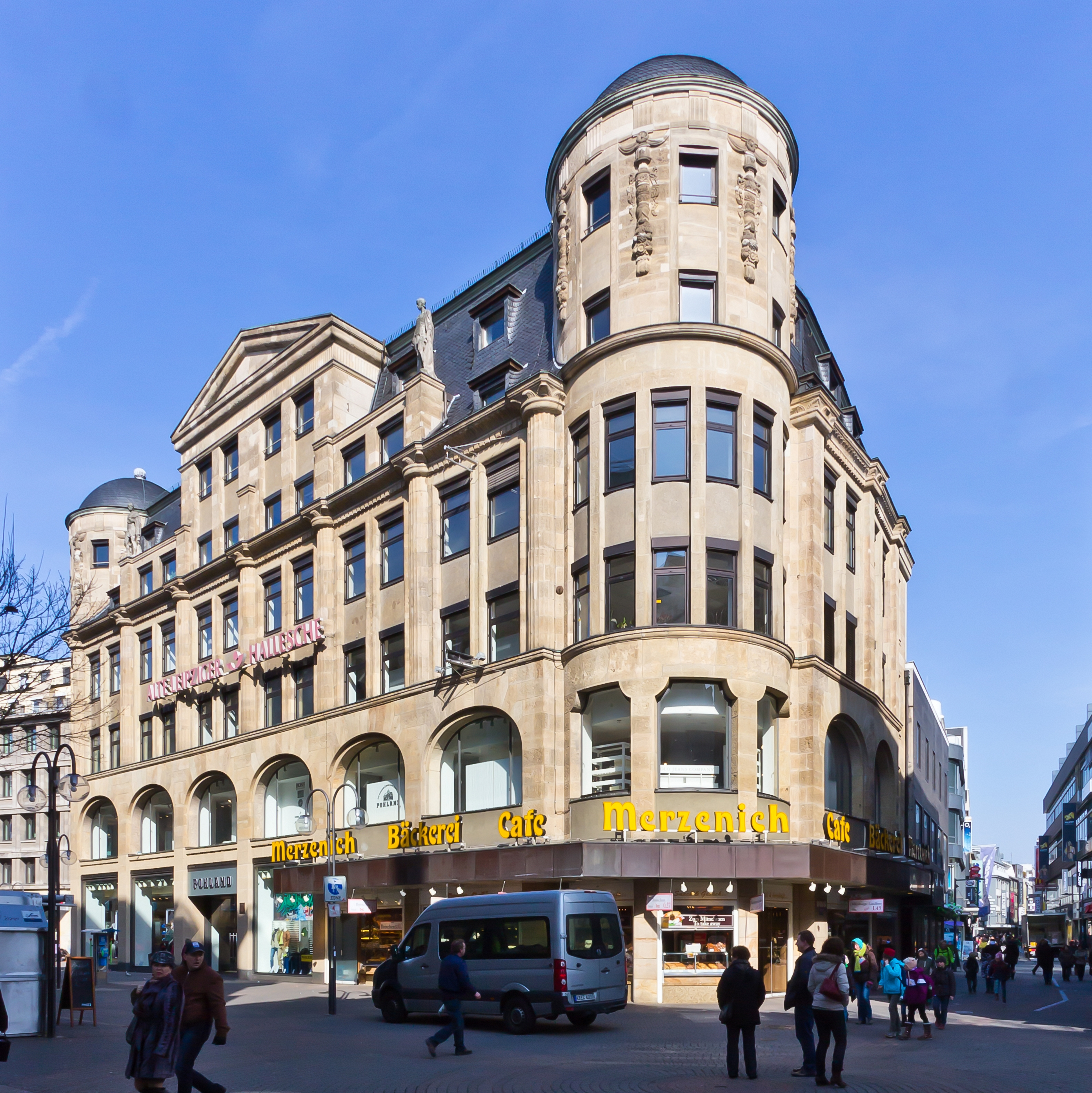
Schildergasse 1–9 – Palatium

1903 beschloss der Rat der Stadt Köln die Verlängerung der Schildergasse bis zum Heumarkt, dies wurde von Stadtplaner Carl Rehorst 1910 mit einem Straßendurchbruch von der Gürzenichstraße zur Schildergasse umgesetzt. Die Dominanz der Schildergasse wurde mit diesem Durchbruch noch gesteigert. Dieser Durchbruch ermöglichte 1911 die Errichtung des Geschäftshauses „Palatium“, das nach drei Seiten von Straßen begrenzt wird (Gürzenichstraße 1–5 / Schildergasse 1–5 / Hohe Straße 55–61) und 1912 eröffnet wurde. Dazu war ein unregelmäßig geschnittener, dreieckiger Grundriss erforderlich, der sich an der Form des Inselgrundstücks zu orientieren hatte. Das „Palatium“ wurde vom Architekten Wilhelm Kreis gebaut, der auch das gegenüber liegende Kaufhaus Tietz errichtete.

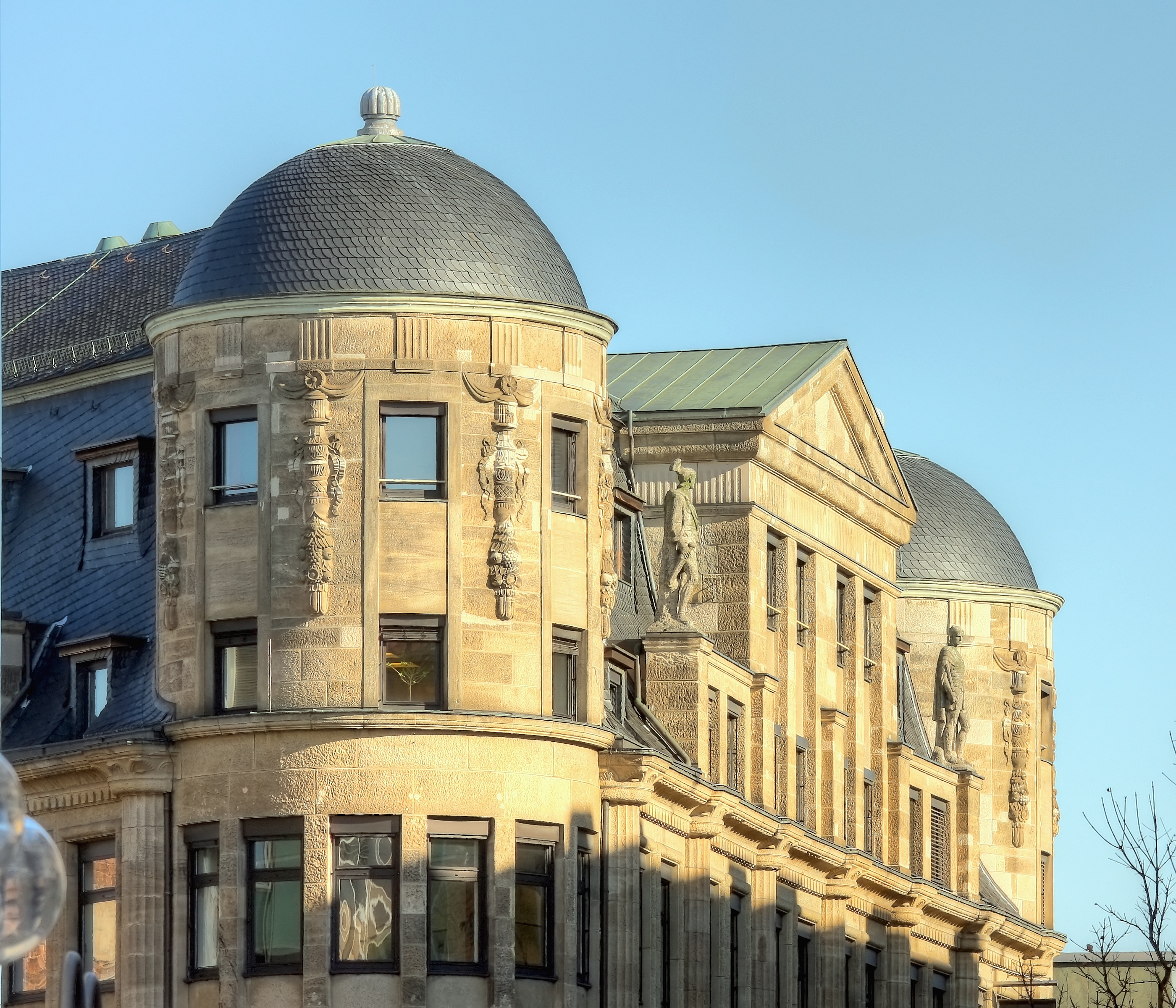
Palatium, Detail des Obergeschosses
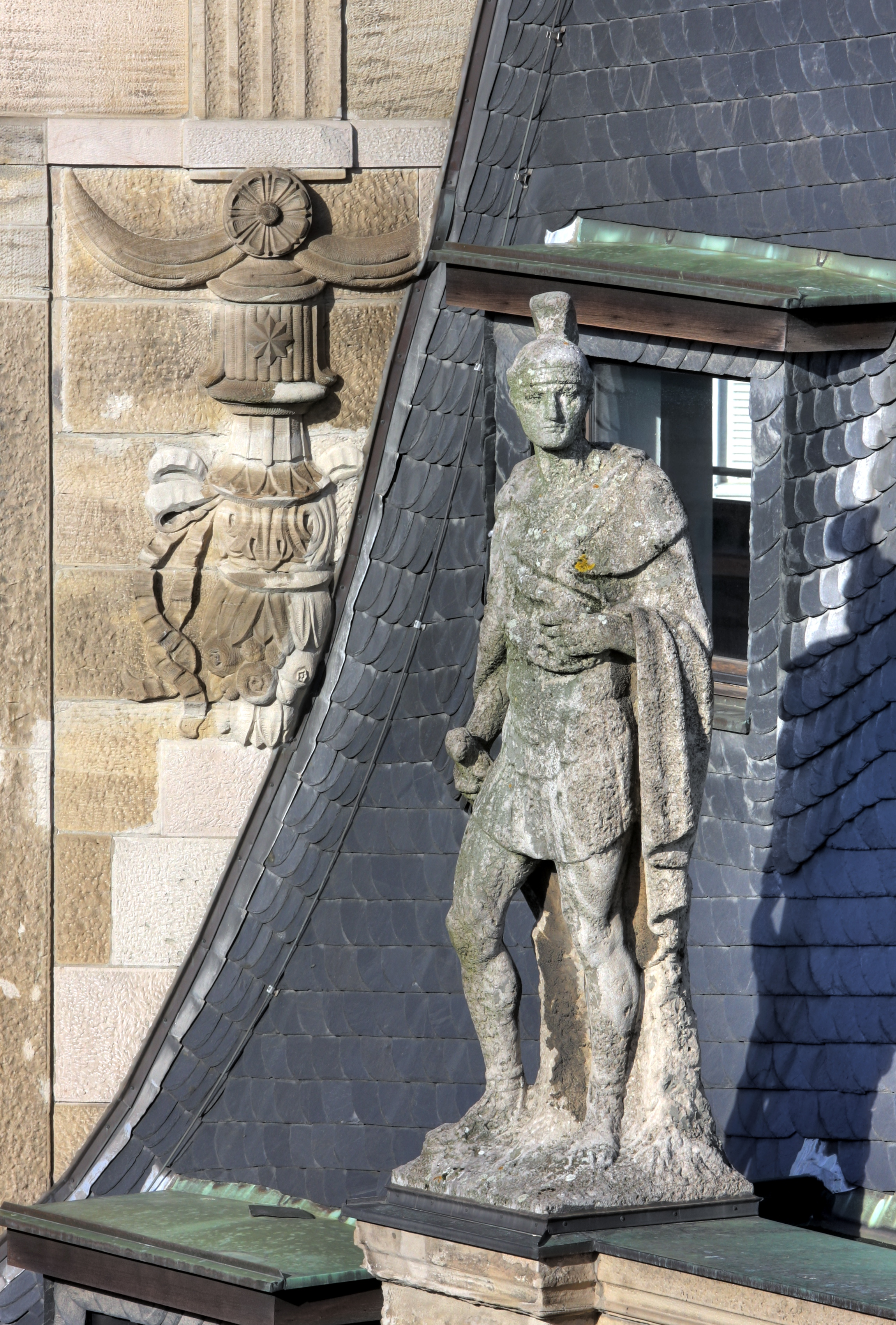
Palatium, Skulptur an der Südseite

Das sandsteinverkleidete Büro- und Geschäftshaus hat vier Geschosse und ein Dachgeschoss, durch Kolossalordnungen ist der Bau stark vertikal gegliedert. Markant sind die als Point de vue in Form halbrunder, flach überkuppelten Rundtürme an West- und Ostseite ausgebildeten Eckpunkte. Die weitgehend in Glasflächen aufgelöste Pfeilerarchitektur besitzt jeweils sechs Achsen zur Schildergasse und Gürzenichstraße und zwei Eckachsen, die die städtebauliche Dominanz betonen. Durch seine dreieckförmige Bauweise kann es seine verkehrsstromteilende Aufgabe erfüllen. Der Flügel Hohe Straße / Schildergasse wurde nach Zerstörung im Zweiten Weltkrieg modern wiederaufgebaut. Das „Palatium“ ist bedeutend für die Kölner Baugeschichte und steht seit dem 13. Januar 1986 unter Denkmalschutz.